# Saison d'Epeautre
Saison d'Epeautre is een Belgisch bier van hoge gisting.
Het bier wordt sinds 1994 gebrouwen in Brasserie de Blaugies te Blaugies.
Het is een blond bier met een alcoholpercentage van 6%, type Henegouwse saison. De naam Epeautre verwijst naar de gebruikte spelt.